# 贝莱尔教会
贝莱尔教会（Bel Air Church），又名贝莱尔长老会（Bel Air Presbyterian Church），是美国长老教会的保守派的巨型教会，位于美国加利福尼亚洛杉矶的贝莱尔社区平均每周末有1500人参加教会聚会。
贝莱尔长老会自1956年成立以来，已成为洛杉矶最大的教堂之一。它位于穆赫兰大道的“教育走廊”上，在俯瞰圣费尔南多谷的山上。该社区的犹太教改革派团体Stephen S. Wise Temple也在节日使用贝莱尔教会。
2007年，教会完成了1200万美元的扩建计划。
Moomaw 博士在1981年罗纳德·里根总统的第一次就职典礼上祈祷。文宁博士在里根总统的葬礼上祈祷。
Moomaw 博士在罗纳德·里根总统图书馆的美国第一夫人南希·里根的葬礼前，主持了家庭的私人礼拜。
贝莱尔长老会当前的主题是“爱每个人，每天，无处不在”。
贝莱尔长老会的许多成员都从事娱乐业。